# همستر کوتوله چینی
همسترهای کوتوله چینی؛ بخشی از خانوادهٔ جوندگان و در زیرخانواده همسترهای دم‌کوتاه هستند که در بیابان‌های شمال چین و مغولستان سرچشمه می‌گیرند. همسترهای چینی دمیدن طولانی نسبت به دیگر همسترانی دارند که دارای خراشیدن مانند دم هستند.